# Red Sonja (Dynamite Entertainment)
Pour les autres significations, voir Red Sonja.
Red Sonja est un personnage d’heroic fantasy qui appartient à l’écurie Dynamite Entertainment depuis l’achat de la licence en 2004 et la première publication chez Dynamite en 2005. 
Cet article entend faire le point sur le personnage de Red Sonja au sein de Dynamite Entertainment. Ses aventures et publications chez Marvel ou Cross Plains Comics ne sont donc pas prises en compte ici.

## Le passage chez Dynamite Entertainment
Après avoir été l’un des fers de lance de l’heroic fantasy dans les comics, Marvel constate une désaffection du public. Ainsi en janvier 1995, la mise en place du # 10 de Conan the Adventurer n’est que de 8 500 exemplaires. Aussi en 2000 est-il décidé de laisser tomber la licence de Conan.
Or parmi les multiples personnages de l’univers du héros, il en est un qui n’appartient pas aux propriétaires de la licence : Red Sonja.
La « diablesse à l’épée » a été créée par Roy Thomas, l’un des plus prolifiques mais aussi talentueux adaptateurs du monde hyborien en BD. Certes, il s’est inspiré d’une héroïne de Robert Erwin Howard, Sonya de Rogatino mais ce personnage vit au XVIe siècle lors du siège de Vienne contre les forces ottomanes. La Sonja (notons le passage du Y au J) que nous connaissons ne peut donc pas faire partie du deal que passe Dark Horse Comics en 2003 en reprenant la seule licence de Conan.
Ceci explique pourquoi en 2004, Dynamite Entertainment reprend les droits de Red Sonja auprès de Roy Thomas.
Les routes de Conan et Red Sonja, appartenant désormais à deux maisons concurrentes, ont peu de chances de se croiser, sinon définitivement au moins durablement.

## Le poids du personnage chez Dynamite Entertainment
La maison d’édition a l’idée de lancer le personnage avec un numéro zéro à prix réduit. Si l’histoire ne fait que 15 pages, au lieu des 22 traditionnelles, le prix de 25 cents au lieu de 2,99 $ à l’époque, séduit 240 000 lecteurs.
Succès confirmé par le #1, au prix fort cette fois, vendu à 100 000 exemplaires. L'effet de nouveauté passé les ventes se tassent assez rapidement. Ainsi le #6 se vend à 35 000 exemplaires. Mais pour une jeune maison comme Dynamite c'est quand même un grand succès.
Deux séries régulières vont voir le jour Red Sonja à partir d’avril 2005 puis Queen Sonja, à partir d’octobre 2009.
D’autres tentatives comme Giant Size Red Sonja (2007-2008) ou Savage Tales (2007-2008) ont fait long feu. Tout le reste n’est donc constitué que de mini séries ou one shot. C’est d’ailleurs la politique qui est de fait appliquée dans Queen Sonja, 6 cycles depuis la création de la revue et désormais dans Red Sonja, hors de rares exceptions.
Cette frénésie de la mini série est assez générale dans l’industrie des comics désormais. Elle permet de fidéliser un minimum de lectorat pendant 4 ou 5 numéros de suite, d’autant que les ventes de Red Sonja sont largement en décrue. À titre d’exemple le #75 de Red Sonja s’est vendu en mai 2013 en Amérique du Nord (Canada inclus donc) à un peu plus de 7.000 exemplaires.

Une mini série, même d'engouement modeste, permet donc d’écouler entre 30.000 et 40.000 exemplaires et même davantage si l’on rajoute les éditions complètes en album (trade paperback).
Dans ce genre d’approche la mise en avant du personnage en termes de présence est donc essentielle. À la fin juin 2013, et sans tenir compte des numéros de reprise de matériels Marvel comme The Adventures of Red Sonja, Classic Sonja Remastered ou encore de numéros d’illustrations tels Red Sonja Cover Showcase ou encore de rééditions comme Red Sonja Omnibus, l’héroïne est présente dans près de 200 numéros sur les un peu plus de 1.500 qui ont été publiés par Dynamite à juin 2013.

Pour la seule diablesse à l’épée cela représente l’équivalent de 2 numéros par mois !
C’est avec Vampirella, une centaine de numéros chez Dynamite, le personnage principal du groupe. 

## Publications par ordre chronologique
NB : Comme souvent chez Dynamite, pour ne pas dire quasiment toujours, les éditions ne donnent pas de précision de mois. Celles indiquées infra proviennent de Comic Vine.

### Red Sonja (Depuis 2005)
Publication normalement mensuelle mais de fait assez irrégulière avec hiatus et parfois 2 parutions un même mois.
0 (avril 2005)
- Red Sonja – 15 planches

Scénario : Michael Avon Oeming ; Mike Carey / Dessins : Mel Rubi
1 (juin 2005) 

- The Message – 20 planches

Scénario : Michael Avon Oeming ; Mike Carey / Dessins : Mel Rubi

2 (juillet 2005) 

- The Flaming Skulls– 22 planches

Scénario : Michael Avon Oeming ; Mike Carey / Dessins : Mel Rubi

- Winds of Doom– 7 planches

Scénario : Peter David; Luke Lieberman / Dessins : Will Conrad
3 (août 2005)

- Life & Death – 21 planches

Scénario : Michael Avon Oeming ; Mike Carey / Dessins : Mel Rubi
4 (janvier 2006) 

- Tide Turns – 22 planches

Scénario : Michael Avon Oeming ; Mike Carey / Dessins : Mel Rubi
5 (février 2006) 

- Tower of Blood – 21 planches

Scénario : Michael Avon Oeming ; Mike Carey / Dessins : Mel Rubi
6 (février 2006) 

- Falling Star – 22 planches

Scénario : Michael Avon Oeming ; Mike Carey / Dessins : Mel Rubi
7 (mars 2006) 

- The Hand of Fate – 22 planches

Scénario : J.T. Krul / Dessins : Noah Salonga
# 8 -10 (mars 2006 -juin 2006)

- Arrowsmith

Scénario : Michael Avon Oeming / Dessins : Mel Rubi

Cycle de 3 chapitres, sans titre, de respectivement 22, 21 et 22 planches
11 (Juin 2006) 

- The Bounty -21 planches

Scénario : Michael Avon Oeming / Dessins : Mel Rubi ; Lee Moder
12 -18 (juillet 2006 -janvier 2007) 

- The Return of Kulan Gath

Scénario : Michael Avon Oeming / Dessins : Mel Rubi ; Steven Sadowski (flashbacks du #12 à 16)

- Goddess -22 planches
- Mission -22 planches
- The Journey -22 planches
- Born Again -22 planches
- A Clash of Red -22 planches
- The Fall -22 planches
- Sacrifice for a God -22 planches

19 -21 (février 2007 -avril 2007)

- Animals

Scénario : Michael Avon Oeming / Dessins : Homs

Cycle de 3 chapitres, sans titre, de trois fois 22 planches
22 -25 (mai 2007 -août 2007) 

- The Long Way Home

Scénario : Michael Avon Oeming / Dessins : Homs

Cycle de 4 chapitres, sans titre, de respectivement 21 planches puis trois fois 22 planches.
26 -29 (octobre 2007 -janvier 2008) 

- World on Fire

Scénario : Michael Avon Oeming ; Brian Reed / Dessins : Homs

Cycle de 4 chapitres, sans titre, de 4 fois 22 planches.
30 -34 (février 2008 -juin 2008)
- The River Styx

Scénario : Ron Marz (#30) ; Christos Gage (#31) ; Joshua Ortega (#32) ; Luke Lieberman (#33) ; Brian Reed (#34)

Dessins : Lee Moder (#30) ; Pablo Marcos (#31) ; Fabiano Neves (#32), Homs (#33) ; Mel Rubi (#34)

Les 5 chapitres, sans titre, de 5 fois 22 planches constituent un cycle un peu particulier dans la mesure où si Red Sonja parcourt les Enfers sur l’ensemble des épisodes, chaque aventure est plus ou moins indépendante.
35 -40 (février 2008 -juin 2008)

- Red Sonja & the Pirates

Scénario : Brian Reed / Dessins : Walter Geovani

Cycle de 6 chapitres, sans titre, de 6 fois 22 planches.
41 -49 (décembre 2008 -octobre 2009) 

- The Secret of the Blood Dynasty

Scénario : Brian Reed / Dessins : Walter Geovani (#41-47 ; #49) ; Diego Bernard (#48)

Cycle de 9 chapitres, sans titre, de 9 fois 22 planches.

C'est çà ce jour (juillet 2013), le deuxième cycle le plus long de Red Sonja, tous éditeurs confondus.
50 (juin 2010)

- The Cloud Tiger– 12 planches

Scénario : Arvid Nelson/ Dessins : Pablo Marcos

- Here There Be Wolves – 16 planches

Scénario : Raven Gregory / Dessins : Joyce Chin

- The Frost Giant Curse – 22 planches

Scénario : Kevin McCarthy / Dessins : Johnny Desjardin

The Blood of the Unicorn, The Hands of Fate, Revenge is a Bitch sont des reprises de matériels Marvel dans le premier cas, Dynamite pour les autres.
51 -54 (septembre 2010 –janvier 2011)

- War Season

Scénario : Eric Trautman / Dessins : Walter Geovani

- Wolves on the Road -22 planches
- Grim Tidings -22 planches
- The Machinery of Empires -22 planches
- Dying Echoes -22 planches

55 (mars 2011) 

- To Absent Friends– 22 planches

Scénario : Eric Trautman / Dessins : Patrick Berkenkotter
56 – 59 (mai 2011) 

Cycle sans titre de 4 chapitres de 22 planches chacun.

Scénario : Eric Trautman / Dessins : Noah Salonga (#56-58) ; Patrick Berkenkotter (#59)
60 (décembre 2011) 

- The Scorpion Path – 28 planches

Scénario : Eric Trautman / Dessins : Patrick Berkenkotter

Reprise de 2 matériels Marvel, Red Sonja et Épisode.
61 – 66 (janvier 2012 –mai 2012)
- Echoes of War (annoncé initialement sous le titre Echoes of Battle)

Scénario : Eric Trautman / Dessins : Walter Geovani

- Through Stygian Sands -22 planches
- Catspaw -22 planches
- The Dark Heart -22 planches
- The Ghost Fortress of Lost Acheron -22 planches
- Sister Steel -22 planches
- Finale -22 planches

67 -71 (juillet 2012 – Novembre 2012) 

- Swords Against the Jade Kingdom

Scénario : Eric Trautman / Dessins : Marco Abreu

- Heart of the Dragon (Prologue) – 22 planches
- Beating the Grass to Stir the Snakes -22 planches
- The 3 Brothers -22 planches
- Tales of Lost Khitai -22 planches
- The Blade Drawn in Anger -22 planches

72 - 75 (décembre 2012 – mai 2013)

- The Long March Home

Scénario : Eric Trautman / Dessins : Marco Abreu

- Prologue : Madness Stalks the Undercity – 22 planches
- The Bloody Hand of Fate -22 planches
- The Hidden Path-22 planches
- Homeland (Finale) -22 planches

76 - 80 (mai 2013 – en cours de publication)
- The Crimsom Well

Scénario : Brandon Jerwa / Dessins : Sergio Fernandez Davila

Cycle de 5 chapitres, sans titre.

Cet arc s’insère après la mini série Prophecy (2012-2013) (cf. infra)

### Red Sonja: One More Day (2005)
Episode unique paru en novembre 2005.

Scénario : Jimmy Palmiotti; Justin Gray/ Dessins : Liam Sharp/ 34 planches

### The Adventures  of Red Sonja (2005)
- Volume I (juillet 2005)
- Volume II (septembre 2007)
- Volume III (octobre 2007)

Reprise partielle d’aventures préalablement publiées dans diverses revues du groupe Marvel,.

### Red Sonja: Monster Isle (2006)
Épisode unique paru en 2006  sans précision de mois.

Scénario : Roy Thomas / Dessins : Pablo Marcos/ 36 planches

### Red Sonja Goes East (2006)
Épisode unique paru en février 2006.

Scénario : Ron Marz / Dessins : Joe Ng / 36 planches

### Red Sonja Annual (2006-2013)
Revue a priori annuelle mais en fait très irrégulière. 4 numéros sortis.
2006

- Masks -23 planches

Scénario : Michael Avon Oeming / Dessins : Stephen Sadowski
2009

- Dragons -22 planches

Scénario : Christos Gage / Dessins : Pablo Marcos
2010

- sans titre -33 planches

Scénario : Dan Brereton / Dessins : Dan Brereton ; Adriano Batista
2013

- Dog Years -28 planches

Scénario : Scott Beatty / Dessins : Edu Mena

### Red Sonja vs Thulsa Doom (2006)
1-4 (février 2006 -août 2006) 

Mini série de 4 numéros de 26 planches chacun.

Scénario : Peter David; Luke Lieberman / Dessins : Will Conrad

Seul le premier chapitre est titré, Beginnings, les 3 autres restent anonymes.

Le personnage de Thulsa Doom sera repris dans une mini série de Dynamite en 2009.

### Red Sonja- Claw: The Devil’s Hand (2006)
Mini série de 4 numéros en copublication avec DC puisque Claw est l’un des personnages de cet éditeur. 

Scénario : John Layman / Dessins : Andy Smith
1 (Mai 2006) 

- The Accursed – 22 planches

2 (Juin 2006) 

- Soul Corruption – 22 planches

3 (Juillet 2006) 

- Divide & Conquered – 22 planches

4 (Août 2006) 

- Severed Alliance – 22 planches

### Savage Red Sonja: Queen of the Frozen Wastes (2006)
1-4 (août 2006 -novembre 2006) 

Mini série de 4 numéros de 22 planches à chaque fois.

Scénario : Frank Cho; Doug Murray/ Dessins : Homs

### Spider-Man / Red Sonja (2007-2008)
1-5 (octobre 2007- février 2008) 

Mini série de 5 numéros, 22 planches à chaque fois, publiés par Marvel en tant qu’éditeur principal mais avec Dynamite Entertainment en coéditeur.

Scénario : Michael Avon Oeming / Dessins : Mel Rubi

Parce qu’il a voulu essayer un collier antique du Metropolitan Museum of Art, le maire de New York vient de réveiller Kulan Gath, le méchant magicien. Du coup la ville est plongée dans un monde plus ou moins médiéval et Mary Jane Parker, une amie de Spiderman, se retrouve transformée en Red Sonja. Soulignons que pareille mésaventure lui était déjà arrivée dans le #79 de Marvel Team-Up (mars 1979). 

Globalement cette mini série n’ajoute rien à la gloire de l’Homme Araignée ni à celle de la Diablesse à l’Epée.

### Red Sonja, Vacant Shell (2007)
Épisode unique sans précision de mois.

Scénario : Rick Remende / Dessins : Paul Renaud / 32 planches

### Giant Size Red Sonja (2007-2008)
1 (mai 2007)

Recueil constitué d’une histoire inédite et de 3 autres histoires préalablement parues chez Marvel.

- Revenge is a Bitch – 8 planches

Scénario : Michael Avon Oeming / Dessins : Ron Adrian
2 (octobre 2008)

- Crimson Katherine -10 planches

Scénario : Christos Gage / Dessins : Adriano Batista

- The Wizard & Red Sonja Show -15 planches

Scénario et dessins : Frank Thorne

- The Endless Stair -8 planches

Scénario : Peter B. Gillis / Dessins : Steve Carr

- Wizard of the Black Sun -12 planches

Scénario : Roy Thomas ; Clare Noto / Dessins : Frank Thorne

### Savage Tales (2007-2008)
Ne sont mentionnées que les aventures relatives à Red Sonja. Sont donc exclues des séries comme Atlas, Kron, etc.,

1 (mars 2007) 

- The Witch's Familiar, Part One – 13 planches / Scénario : Ron Marz / Dessins : Adriano Batista
- Where Walks the Hunter, Part One – 8 planches / Scénario : Luke Lieberman; Michael Avon Oeming / Dessins : Kevin Sharpe

Présence dans une aventure où le héros principal est Hunter.
2 (mai 2007) 

- The Witch's Familiar, Part Two – 9 planches / Scénario : Ron Marz / Dessins : Adriano Batista

3 (mai 2007) 

- Power– 8 planches / Scénario : Christos Gage/ Dessins : Joyce Chin

4 (septembre 2007) 

- Beautiful Creatures, Part One – 10 planches / Scénario : Joshua Ortega / Dessins : Walter Geovani

5 (décembre 2007)

- Beautiful Creatures, Part Two – 10 planches / Scénario : Joshua Ortega / Dessins : Walter Geovani

7 (mai 2008) 

- Memento Mori Part One – 10 planches / Scénario : Vito Delsante / Dessins : Lui Antonio

8 (juillet 2008)

- Memento Mori Part Two – 10 planches / Scénario : Vito Delsante / Dessins : Lui Antonio

10 (octobre 2008) 

- Age Before Beauty, Part One– 10 planches / Scénario : Mike Leib / Dessins : Diego Bernard

La revue s’arrête avant la conclusion de cette dernière histoire. A priori aucune suite n’est parue ailleurs à ce jour.

La même mésaventure est arrivée à Hercule, l’un des autres héros de la revue, avec The Choice of Hercules (Scénariste : Doug Murray / Dessinateur : Fabiano Neves).

Valaka a eu davantage de chance puisque ce numéro clôturait l’aventure. Quant à Battle for Atlantis, dernière série de la revue, si ce #10 mettait fin à la 3e partie de l’Acte II, un Acte III (et peut-être davantage) était prévu.

### Sword of Red Sonja: Doom of the Gods (2007-2008)
1-4 (octobre 2007-janvier 2008)

Mini série de 4 numéros dont les 4 chapitres sont sans titre et ont chacun 22 planches.

Scénario : Luke Lieberman; Ethan Ryker / Dessins : Lui Antonio

### Queen Sonja (Depuis 2009)
À noter que les deux premiers cycles (#1-5 puis #6-10) portent le même titre mais sont des histoires indépendantes.
1 -5 (octobre 2009-mars 2010)

- Queen Sonja

Scénario : Joshua Ortega / Dessins : Mel Rubi

Cycle de 109 planches, composé 4 fois de 22 planches, la dernière livraison n’en comptant que 21.
6 -10 (avril 2010-septembre 2010)

- Queen Sonja (II)

Scénario : Joshua Ortega (#6) ; Arvid Nelson (à partir du #7) / Dessins : Jackson Herbert

Cycle de 108 pages, composé respectivement de 21, 22, 21,22 et 22 planches.
11 -15 (novembre 2010-mars 2011)
Sans titre mais annoncé au #10 comme étant Young Sonja

Scénario : Luke Lieberman / Dessins : Mel Rubi

Cycle de 110 pages en 5 livraisons de 22 planches.
16 -20 (mai 2011-septembre 2011)

- Sons of Set

Scénario : Arvid Nelson / Dessins : Edgar Salazar 

Cycle de 107 pages composé de 5 chapitres intitulés :
- A Voice in the Dark -21 planches
- Snakes of the Earth -21 planches
- A Fistful of Rubble -21 planches
- Hyborian Standoff -22 planches
- Sons of Set -22 planches

21 -25 (octobre 2011-janvier 2012)
Sans titre mais annoncé au #20 sous le nom de Conquest.

Scénario : Luke Lieberman / Dessins : Fritz Casas 

Cycle de 110 pages composé de 5 chapitres.

- Chapitre sans titre -22 planches
- Chapitre sans titre -22 planches
- Chapitre sans titre mais annoncé comme The Empire Strikes Back dans le numéro précédent -22 planches
- Chapitre sans titre -22 planches
- Chapitre sans titre mais annoncé comme The Bloody End dans le numéro précédent -22 planches

26 -35 (janvier 2012-avril 2013)
Cycle de 220 planches sans titre mais annoncé au #25 sous le nom d’Aftermath. Cet arc est la prolongation directe du précédent.

Scénario : Luke Lieberman / Dessins : Fritz Casas (#26) ; Milton Estevam (#27-35) ; Gledson Barreto (#35 en collaboration avec Milton Estevam)
- Chapitre I sans titre -22 planches
- Chapitre II sans titre mais annoncé Blood in the Streets-22 planches dans le numéro précédent -22 planches
- Chapitre III sans titre mais annoncé comme When The Angels Walk The Earth dans le numéro précédent -22 planches
- Chapitre IV sans titre -22 planches
- Chapitre V sans titre -22 planches
- Chapitre VI sans titre -22 planches
- Chapitre VII sans titre -22 planches
- Chapitre VIII sans titre mais annoncé comme The Beginning of the End dans le numéro précédent -22 planches
- Chapitre IX sans titre -22 planches
- Chapitre X sans titre -22 planches

### Classic Red Sonja Remastered (2010)
Revue de 4 numéros uniquement constituée de reprises Marvel.

### Red Sonja Ominbus (2010)
Revue abandonnée après 3 numéros qui rééditait des aventures déjà parues chez Dynamite.

### Red Sonja: Wrath of the Gods (2010)
1-5 (février 2010 -juin 2010) 

Mini série de 5 numéros de 22 planches pour chaque chapitre dont seul le premier volet porte un titre, celui du cycle. Un album broché reprenant les 5 chapitres a été édité sous le même titre cette même année. 

Scénario : Luke Lieberman; Ethan Ryker / Dessins : Walter Geovani

### Red Sonja: Revenge of the Gods (2011)
1-5 (mars 2011 -juillet 2011) 

Mini série de 5 numéros qui constitue en quelque sorte la « suite » de la mini-série précédente. Un album broché reprenant les 5 chapitres a été édité sous le même titre cette même année.

Scénario : Luke Lieberman / Dessins : Daniel Sampere

Hormis le premier chapitre qui porte le nom du cycle, Revenge of the Gods, les autres volets sont anonymes. Tous font 22 planches sauf le dernier qui en a 23.

### Red Sonja: Break the Skin (2011)
Album de juin 2011 proposant une aventure inédite et une reprise de Marvel.

- Break the Skin [27]-22 planches

Scénario : Jen Van Meter / Dessins : Edgar Salazar

- The Tomb of Three Dead Kings! -17 planches reprise du # 15 de Red Sonja (Marvel de mai 1979)

Scénario : Clare Noto; Roy Thomas/ Dessins : John Buscema

### Red Sonja: Deluge (2011)
Episode unique de mars 2011.

- Deluge -26 planches

Scénario : Dan Brereton / Dessins : Chris Bolson

### Red Sonja: Blue (2011)
One shot de juin 2011. Une suite est publiée en 2013 sous le titre Red Sonja Unchained (cf. infra).

- Blue -30 planches

Scénario : Peter V. Brett/ Dessins : Walter Geovani

### Red Sonja: Raven (2012)
Épisode unique paru en janvier 2012.

- Raven -24 planches

Scénario : Mark Mason / Dessins : Lui Antonio

À noter que ce numéro comporte une section intitulée Pin-Up Gallery laquelle reprend une dizaine d’illustrations de différents dessinateurs qui ont servi comme de couvertures dans plusieurs des publications de Red Sonja chez Dynamite.

### Witchblade / Red Sonja (2012)
1-5 (février 2012 -juin 2012)

Mini série de 5 numéros de 22 planches chaque en coproduction avec Top Cow Comics, puisque Witchblade appartient à l’écurie de cet éditeur. 

Scénario : Doug Wagner / Dessins : Cezar Razek 

Aventure qui se situe simultanément dans deux univers différents, le New York de l’inspectrice Sara Pezzini transformée par le Witchblade et celui de la guerrière rousse, sans réellement convaincre, ni les uns, ni les autres.

### Red Sonja: Atlantis Rises (2012)
1-4 (août 2012 -décembre 2012) 

Mini série de 4 chapitres de 22 planches chaque. 

Scénario : Luke Lieberman / Dessins : Max Dunbar

### Prophecy (2012-2013)
1-7 (juin 2012 -février 2013) 

Mini série de 7 numéros qui reprend d’autres héroïnes sous licence Dynamite comme Pantha ou Vampirella, ainsi que des héros tombés dans le domaine public comme Sherlock Holmes ou Allan Quatermain.

Scénario : Ron Marz / Dessins : Walter Geovani / Une mention toute particulière pour Adriano Lucas dont les couleurs sont particulièrement réussies.

Tous les chapitres sont sans titre et font 20 planches, hormis le dernier qui en fait 23.

### Red Sonja Unchained (2013)
1-4 (février 2013 - en cours de publication) 

Mini série de 4 numéros, sans titre, dont l’action se situe immédiatement après celle du one shot Red Sonja : Blue (2011). 

Scénario : Peter V. Brett / Dessins : Jack Jadsen.